# Emenda Hyde
Na política dos EUA, a Emenda Hyde é uma disposição legislativa que proíbe o uso de fundos federais para pagar pelo aborto, exceto para salvar a vida da mulher ou se a gravidez resultar de incesto ou estupro. Antes da Emenda Hyde entrar em vigor em 1980, cerca de 300 mil abortos eram realizados anualmente usando fundos federais.
A Emenda Hyde original foi aprovada em 30 de setembro de 1976, pela Câmara dos Representantes, com 312 votos a 93 para anular o veto de um projeto de lei de financiamento para o Departamento de Saúde, Educação e Bem-Estar. Foi nomeada em homenagem a seu principal patrocinador, o congressista republicano Henry Hyde, de Illinois. A medida representou um dos primeiros grandes ganhos legislativos do movimento antiaborto dos Estados Unidos após a decisão da Suprema Corte em Roe v. Wade em 1973.
Posteriormente, o Congresso alterou a Emenda Hyde várias vezes. A versão em vigor de 1981 a 1993 proibia o uso de recursos federais para abortos, "exceto quando a vida da mãe corresse risco se o feto chegasse a termo". Em 22 de outubro de 1993, o presidente Clinton sancionou uma nova lei em 1994. A Lei continha uma nova versão da Emenda Hyde que expandia a categoria de abortos para os quais os fundos federais poderiam ser disponibilizados sob o Medicaid para incluir casos de estupro e incesto.